# 让我怎么相信你
《让我怎么相信你》（英語：Good Luck Dad），是一部于2018年上映的剧情电影。由梁天、安乙荞、文松、闫妮、关婷娜领衔主演，2018年9月14日于中国大陆上映。

## 演员列表
| 演员姓名 | 角色名称 | 介绍 |
| 梁天     | 范坚强   |      |
| 安乙荞   | 梁念一   |      |
| 文松     | 阿文     |      |
| 闫妮     | 梁冬梅   |      |
| 关婷娜   | 阿芳     |      |